# Odbojka
Odbojka je sport s loptom u kojem se dvije suparničke momčadi natječu na terenu s mrežom u sredini. Cilj igre je prebaciti loptu preko mreže u protivničko polje na način da je protivnik ne uspije održati u zraku i vratiti natrag preko mreže na dozvoljen način prije nego što padne na teren. Na desnoj strani ide 1, ispred njega je broj 2, u sredini je broj 6, ispred njega je 3, na lijevoj strani je 5, ispred njega je 4.

## Povijest odbojke
William G. Morgan (1870. – 1942.), rođen u državi New York ostao je zapisan u povijesti kao stvoritelj odbojke, koju je originalno nazvao "Mintonette". Morgan je diplomirao na Springfield Collegeu gdje je upoznao James Naismitha, koji je 1891. godine izmislio košarku. Godinu dana nakon što je diplomirao, Morgan odlazi na Holyoke (Massachusetts), gdje dobiva mjesto direktora fizičkog odgoja. To mjesto mu je omogućilo direktan utjecaj na vježbe za rekreaciju, te razvoj športa.
Njegovo vodstvo je odlično prihvaćeno i njegovi razredi su se svakodnevno povećavali. Shvatio je da bi bilo dobro da izmisli neku rekreacijsku natjecateljsku igru kako bi svoj program učinio raznovrsnijim. Košarka mu se učinila kao dobar izbor, ali samo za mlađe članove, za one malo starije mu je trebala neka manje nasilna. 
U to vrijeme Morgan nije nigdje mogao pronaći igru koja je sličila odbojci, pa ju je on stvorio iz svojih osobnih metoda treniranja i rekreacije. Opisujući svoje prve eksperimente, Morgan je rekao: "U potrazi za odgovarajućom igrom, prvo mi je tenis pao na pamet, ali za njega su nam bile potrebne loptice, reketi, mreža i ostala oprema pa sam od njega odustao, no ideja mreže mi se učinila zgodnom. Podigli smo mrežu na visinu od 1,98 metar, iznad glave prosječnog muškarca. Uz to nam je trebala i lopta. Prvo mi je pala na pamet košarkaška, ali ta je bila prevelika i preteška." 
Na kraju, Morgan je zamolio da u tvrtci A.G. Spalding i Bros. naprave odgovarajuću loptu, što su ovi i učinili. Napravili su kožnu loptu, čiji je opseg bio oko 65 cm, a težina oko 300 grama. Nakon toga, Morgan, s još dva prijatelja, piše prva pravila odbojke. 
Početkom 1896. godine u Springfieldu na YMCA Collegu organizirana je konferencija gdje su se okupili svi direktori fizičkog odgoja YMCA-a. Na toj konferenciji je Morgan prvi puta demonstrirao novo stvorenu igru. Složio je dvije ekipe od po pet igrača koji su prije same konferencije odigrali "Mintonette". Morgan je prisutnima objasnio da se je ova igra predviđena za dvoranu, ali da se može igrati i na otvorenome. U igri je mogao sudjelovati neograničen broj igrača, a glavni cilj je bio održavati loptu u zraku, iznad mreže, s jedne strane na drugu. 
Igra je na konferenciji vrlo dobro prihvaćena samo je promijenjeno ime u "Volley ball". Zanimljivo je spomenuti da se tijekom godina ime nije mijenjalo, osim što je 1952. godine odlučeno da će se pisati kao jedna riječ (Volleyball). 
Morgan je još poradio na pravilima igre i 1897. godine je izašao prvi priručnik s glavnim podacima o igri i kao dodatak su izašla i prva pravila odbojke.

## Razvitak odbojke u svijetu
Odbojka se u početku širila po SAD putem sveučilišta, da bi se 1900. godine pojavila i u Kanadi, čime je Kanada postala prva strana zemlja u kojoj se počela igrati odbojka. Nakon toga počinje se širiti na sve strane svijeta: na Filipine, u Kinu, u Burmu, u Indiju, Japan, Meksiko, Europu, Afriku … Do 1913. se odbojka u Aziji toliko razvila da je uključena u program Daleko-istočnih Igara, organiziranih u Manili. Važno je napomenuti da se u Aziji odbojka dugo godini igrala sa 16 igrača u polju, da bi se povećao broj sudionika. 
U Americi je 1916. godine 200 000 ljudi igralo odbojku, što na sveučilištima, što u školama, a igrali su je i muškarci i žene. 
Godine 1918. pravila su promijenjena. Broj igrača ograničen je na šest i dogovoreno je da će dozvoljeni broj odbijanja lopte biti tri puta. 
Do 30-ih godina odbojka je bila prvenstveno šport za zabavu i rekreaciju, koja se u različitim zemljama igrala po različitim pravilima, pa je postojalo samo par međunarodnih turnira. Uglavnom su se odigravali turniri na državnim razinama i putem njih je odbojka postajala sve zanimljiviji i natjecateljskiji šport, koji iziskuje sve više psihičke i fizičke snage. 
18. travnja 1947. godine stvorena je Međunarodna odbojkaška federacija FIVB u Parizu u svrhu promoviranja odbojke u svijetu, stvaranja zajedničkih pravila igre, organiziranja međunarodnih turnira, te uvrštavanje odbojke u program Olimpijskih igara. FIVB je prvotno uključivala 14 država članica, a danas ih ima 220, čime je najveći međunarodni športski savez na svijetu. 
- 1948. godine u Rimu je održano 1. Europsko prvenstvo u odbojci.
- 1949. održano je u Pragu 1. Svjetsko prvenstvo.
- 1952. odigrano je 1. Svjetsko prvenstvo za žene u Moskvi.

U tom razdoblju diljem svijeta se osnivaju nacionalne odbojkaške federacije. 
- 1955. u Tokiju je odigrano prvo prvenstvo Azije.
- 1957. odbojka biva uvrštena u program Olimpijskih igara, a prve Olimpijske igre na kojima je

zaigrana održane su 1964. godine u Tokiju. 
Tijekom 90-tih godina 20. stoljeća raste popularnost i utjecaj odbojke na pijesku, varijante odbojke koja se igrala uglavnom na plažama na zapadnoj obali SAD-a i Brazila. Rast popularnosti te varijante kulminira uvrštavanjem odbojke na pijesku u program Olimpijskih igara 1996. godine.
Tijekom zadnje dekade odbojka doživljava sve veći rast, a kvaliteta i masovnost na međunarodnim natjecanjima neprestano raste.

## Pravila igre
Odbojka je sport koji obiluje brzinom i svestranim pokretima tijela pa se od igrača očekuju brze reakcije, sabranost i trenutna snalažljivost. Glavna obilježja današnjih nacionalnih selekcija su snaga i visina. Osobito je važno da igrači budu dobro zagrijani i dobro istrenirani.Važno je da igrači igraju složno. 

### Karakteristike igre
Odbojka je timska (grupna) igra u kojoj se dvije ekipe od po šest igrača bore na terenu dimenzija 18x9 metara. Po sredini igrališta razapeta je mreža široka 1 metar i duga 9,5 metara. Razmak između gornjeg ruba mreže i tla je različit: 243 cm za seniore i 224 cm za seniorke. 
Igralište je središnjom linijom podijeljeno na dva polja; na 3 metra od nje teku sa strane paralelne linije koje označavaju zonu napada, a iza njih zonu obrane. 
Prostor za serviranje je iza zadnje linije i može se slobodno servirati s bilo kojeg mjesta duž linije. 
Početni udarac (servis) izvodi desni igrač stražnje linije, nastojeći da prebaci loptu u protivničko polje. Ako je servis izveden nepravilno ili ako je protivnik u toku nadigravanja bio uspješniji, protivnik stječe pravo serviranja. 
Ekipa smije loptu dodirnuti tri puta u jednom poenu, a isti igrač ne smije odigrati loptu dvaput uzastopce (blok se ne broji kao dodir, tako da kad igrač odigra blok, može igrati još jednom). 
Lopta ostaje u igri dok ne dodirne teren, zid ili neki predmet, odnosno dok netko od igrača ne učini pogrešku.

### Pravila bodovanja
Godine 2000. donesena su nova pravila bodovanja u odbojci. Prema novim pravilima poeni se osvajaju poslije svake završene akcije, bez obzira na to koja ekipa je servirala. Prema prijašnjim pravilima samo ona ekipa koja je servirala je mogla osvojiti poen. 
Utakmice se igraju na tri dobivena seta od po 25 poena, a najviše se može odigrati pet setova. Za razliku od prva četiri seta, peti (koji se još zove i tie-break) se igra do 15 poena. U slučaju izjednačenog rezultata krajem seta, pobjedniku su potrebna dva poena razlike da bi završio susret u svoju korist.

### Libero
Nakon Olimpijskih igara u Atlanti 1996. FIVB je za predstojeće Olimpijske igre u Sydneyu 2000. godine uveo novog specijalnog igrača: libera. Libera je lako prepoznati na terenu jer nosi različitu boju dresa od svojih suigrača i uvijek se nalazi u stražnjem dijelu terena gdje može zamijeniti srednjeg blokera. Libero ne smije servirati, smečirati niti se rotirati s igračima na prvoj liniji terena, ali igra vrlo važnu ulogu u prijemu protivničkog servisa i obrani polja. Libero je uveden da bi uz pomoć bolje obrane polja poeni duže trajali i da bi se dala prilika i nižim igračima koji u današnje vrijeme nemaju velike šanse uspjeti kao napadači ili općenito igrači prve linije. Za libera nije potrebno tražiti zamjenu kao za ostale igrače, nego on može ulaziti bez najavljene zamjene.

### Pravilo rotacije
Tijekom igre svih šest igrača se u polju rotiraju u smjeru kazaljke na satu, nakon osvojenog servisa. To je glavni ključ dvoranske odbojke - ne može se cijelo vrijeme igrati s najboljim napadačima na mreži ili najboljim obrambenim igračima u pozadini. Prije servisa igrači moraju biti na mjestima koje im redom pripada, a nakon servisa mogu zamijeniti mjesta, ali igrači iz obrane ne smiju mijenjati igrače na mreži. Oni također smiju sudjelovati u napadu, ali mogu smečirati samo iza napadačke linije (linije tri metra). Pravilo rotiranja objašnjava zašto tehničar ponekad izgleda kao da se "skriva" iza igrača. Prije servisa, kao i ostali, i on mora biti na svom mjestu, a nakon servisa može trčati na mrežu kako bi organizirao napad. Ako dotrči na mrežu prije nego što je protivnik odservirao, poen se daje protivniku.
Lopta i odbojka
Nakon testiranja mnogih boja za odbojkašku loptu FIVB je na Svjetskom prenstvu u Japanu 1998. godine predstavila loptu sa žutim, plavim i bijelim prugama. Njome je zamijenjena tradicionalna bijela lopta.

## Elementi tehnike igre

### Servis
To je početni udarac kojime počinje svaki poen, izvodi se na početku seta i poslije svake pogreške. Igrač mora udariti loptu tako da lopta prijeđe mrežu i pogodi unutar terena protivnika. Postoje dvije vrste servisa - gornji i donji, ali danas u vrhunskoj odbojci više nitko ne servira donji servis. Najpopularniji servis je servis u skoku koji može biti iznimno težak za prijem ako ima veliku brzinu i rotaciju.

### Odbijanje podlakticama (prijem servisa, obrana polja)
Primjenjuje se kod primanja protivničkog servisa, obrane polja i prijema odbijenih lopti od bloka. Ruke se spajaju u tzv. čekić, podlaktice su paralelne i unutarnji dio podlaktica je okrenut prema gore. Ovaj način odbijanja se koristi za prvi dodir s loptom kod prijema servisa i za efikasnu obranu polja kod smečiranja protivničkih napadača. U današnje vrijeme kada je uveden libero kao igrač specijaliziran za ovu tehniku, libero preuzima glavni dio obrane terena kako u prijemu servisa tako i u obrani od protivničkog smeča.

### Dizanje
Dizanje je vršno odbijanje lopte iznad glave koje se koristi da bi promijenilo smjer lopte od primljenog servisa i što bolje pozicioniralo loptu napadaču. Tehničar najčešće odigrava drugu loptu u akciji. Dizanje je glavni taktički dio odbojke jer tehničar mora biti toliko dobar da svojim napadačima omogući napad na mjestima gdje je blok protivnika najslabiji. Zato mora uz svoje igrače stalno pratiti i protivničke, pogotovo njihovo kretanje na mreži. U pravilu danas u postavi igra jedan dizač, no postoje još i ekipe koje igraju s dva dizača.

### Pucanje (smeč)
Ovo je najučinkovitiji i najatraktivniji oblik upućivanja lopte u polje protivnika, a time i postizanja poena. Lopta dignuta iznad razine mreže hvata se u skoku u najvišoj mogućoj točki i što većom brzinom i što strmije upućuje u protivničko polje. Jako ga je teško zaustaviti pogotovo ako je brz, no najčešće se zaustavlja čekićem.

### Blok
Blok je prva linija obrane u odbojci i najefikasnija obrana od smeča. Za blokiranje su zadužena tri igrača koja se nalaze na mreži. Oni mogu postaviti blok tako da prate protivničkog tehničara i njegovo dizanje, pa se ravnaju po njemu ili da prije same akcije protivnika odluče da li će pokušati blokirati brzi napad sa sredine mreže. Glavna značajka dobrog bloka je prelazak rukama na drugu stranu mreže u trenutku skoka, jer ako ruke blokera stoje ravno na bloku dobar smečer će to znati iskoristiti tako da će bloker na kraju izblokirati smeč, ali na svoju stranu, najčešće sam sebi pod noge.

## Odbojkaška natjecanja

### Natjecanja za reprezentacije
- Odbojka na Olimpijskim igrama
- Svjetsko prvenstvo u odbojci
- Svjetsko prvenstvo u odbojci za žene
- Svjetski kup u odbojci
- Svjetska liga u odbojci
- Svjetski Grand Prix za žene
- Europsko prvenstvo u odbojci
- Europsko prvenstvo u odbojci za žene
- Azijska odbojkaška prvenstva
- Azijska odbojkaška prvenstva za žene

### Natjecanja za klubove
- Liga prvaka za muškarce
- Liga prvaka za žene
- Prvenstvo Hrvatske u odbojci

## Poveznice
- odbojka na pijesku
- odbojka na snijegu
- sjedeća odbojka
- Fistball, sličan šport
- Sepak takraw, varijanta odbojke u kojoj je dopušteno samo korištenje nogu

## Vanjske poveznice
- Hrvatska odbojkaška udruga
- Hrvatski odbojkaški portal  Arhivirana inačica izvorne stranice od 21. srpnja 2019. (Wayback Machine)